# شهرستان ایساکلینسکی
شهرستان ایساکلینسکی (به لاتین: Isaklinsky District) یک شهرستان در روسیه است که در استان سامارا واقع شده‌است.